# 750ミリ軌間

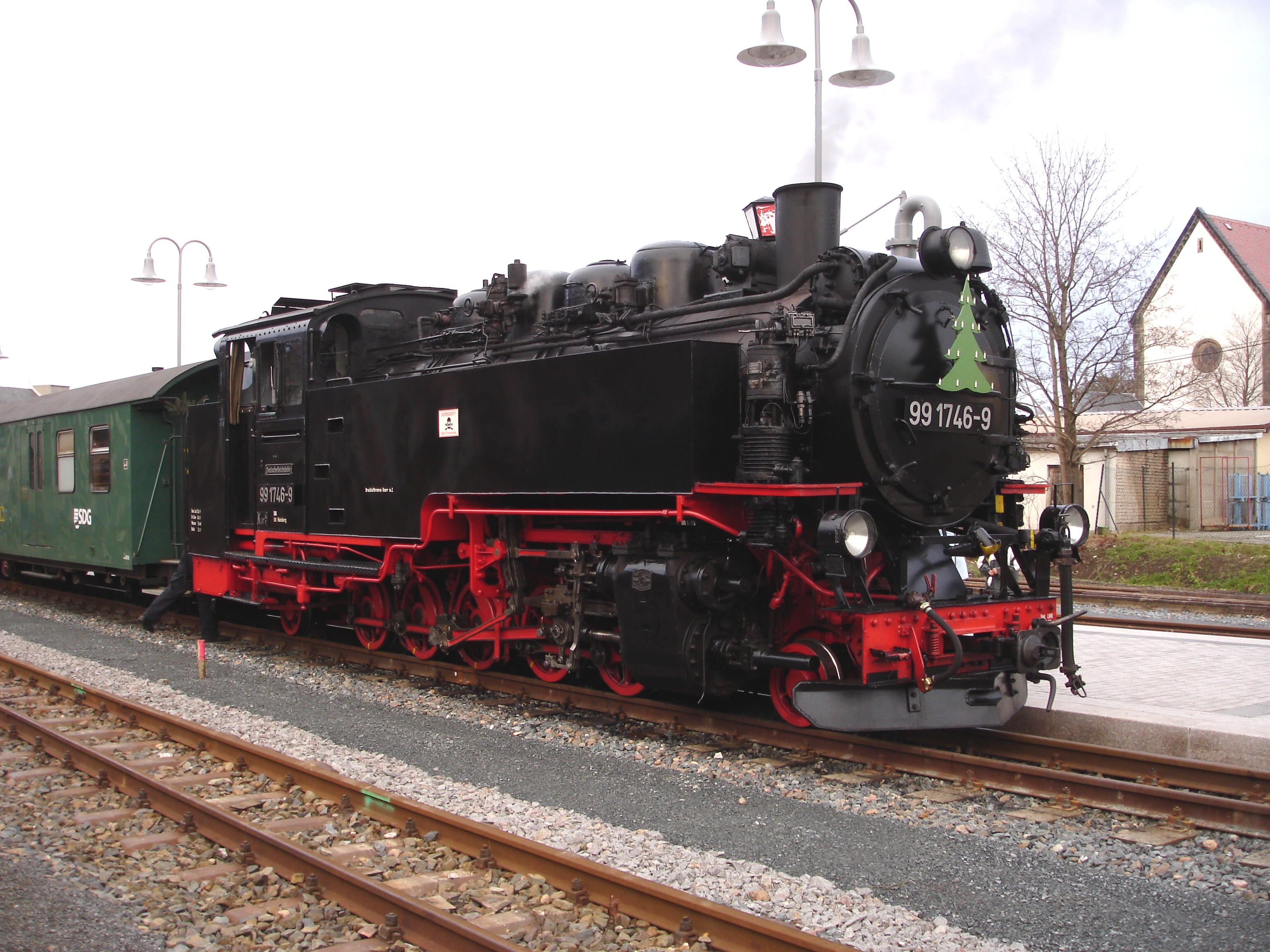
ドイツのヴァイセリッツ・バレー鉄道の蒸気機関車99 1746

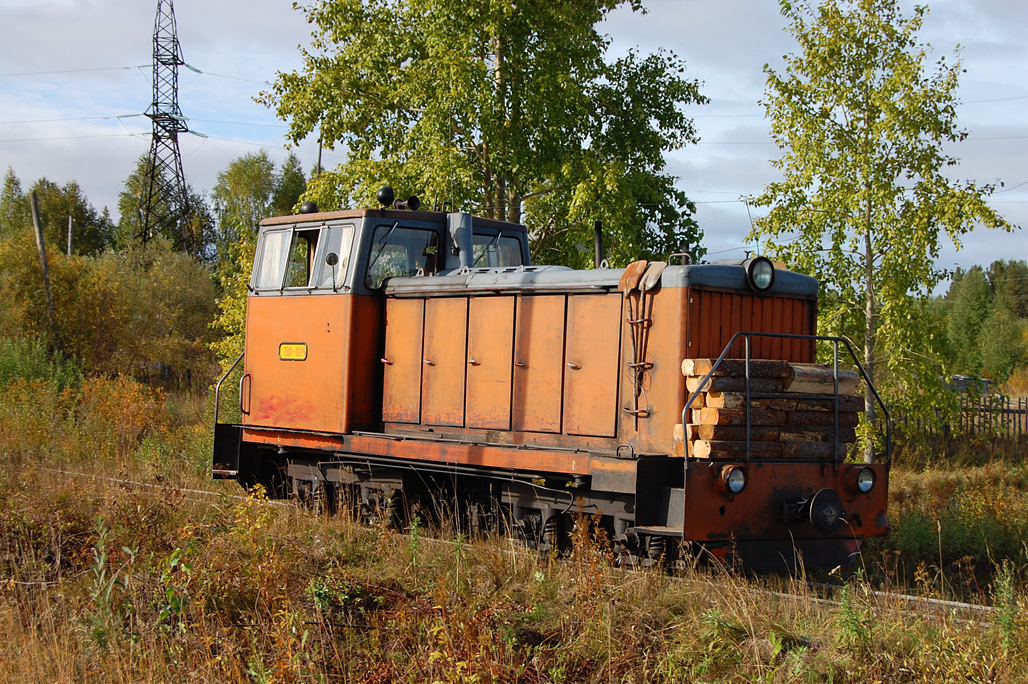
ロシアアルハンゲリスク州のTU8ディーゼル機関車

750ミリ軌間（750ミリきかん）とは、線路の軌間が、750 mm (2フィート5+1⁄2インチ)の狭軌の一種である。760 mm (2フィート5+15⁄16インチ)および762 mm（2フィート6インチ）軌間と非常によく似ている。750 mm軌間の車両は760 mmおよび762 mmの線路と互換性がほとんどある。

## 導入例
| 国/地域          | 鉄道 |
| ---------------- | --- |
| アルジェリア     | - ソニテーゼ・アニアンヌ・デ・マイン・デュ・ザッカー |
| アルゼンチン     | - 中央チュブ鉄道 - フェロカリル将軍マヌエル・ベルグラノ; 延長77.2 km 現在、メーターゲージに改軌 - ロカ将軍鉄道エスケル支線; 280 km - リオ・トゥルビオ鉱山鉄道 |
| オーストリア     | - 国際ライン鉄道 |
| アルメリア       | - エレバン子供鉄道 |
| アゼルバイジャン | - バクー子供鉄道 |
| ベラルーシ       | - ミンスクの子供鉄道 ；ルデンスク泥炭鉄道、ドゥクシュタス(リトアニア)からドルハまで |
| ボリビア         | - ヴィント - コチャバンバ - アラニ鉄道; 68 km 1914-1948 |
| チリ             | - ユンガイ - バランカス鉄道 |
| チェコ           | - フリッラント - ヘージェマニー鉄道 |
| エジプト         | - エジプトのデルタ軽便鉄道、ファユームライト鉄道 |
| エクアドル       | - エルオロ，サザンライン鉄道 - デバイア・ア・チョン鉄道 |
| エストニア       | →詳細は「 エストニアの狭軌鉄道 」を参照 |
| フィンランド     | - 数多くの個人所有の旧鉄道、ジョキオイネン鉄道 |
| フランス         | - エコノミケス・フォレスター・デ・ランデス鉄道 |
| ジョージア       | - トビリシのムシュタイド公園の子供用鉄道 |
| ギリシア         | - ペロポネソス州のディアコプトとカラヴリタ間のディアコプト・カラヴリタ鉄道 |
| ドイツ           | - デルニッツバーン GmbH - レースニツグルンドボーン - ヴァイセリッツタルバーン - ジッタウエル・シュマルスパーバーン |
| インドネシア     | - ジャワ島の製糖工場の鉄道:バンジャラートマ、セパー、コロマドゥ、タシクマドゥ、パキスバル、ビトゥンランドゥ、シレンシ、ジョンゴル、ゲドン・テンゲン、カリウ、ボジョンマング、バレカンバン、ロイウィリアン、トランキル; タシクマドゥ・ダン・テンジョだけ使用中 - アチェ鉄道 |
| 日本             | - 東京第一陸軍造兵廠・第二陸軍造兵廠の専用鉄道（廃止） - 小田急砂利軌道（廃止） |
| カザフスタン     | →詳細は「 カザフスタンの狭軌鉄道 」を参照 |
| ラトビア         | →詳細は「 ラトビアの狭軌鉄道 」を参照 |
| リトアニア       | →詳細は「 リトアニアの狭軌鉄道 」を参照 |
| モロッコ         | - 旧スペイン植民地時代の産業および鉱山鉄道(すべて廃止) |
| オランダ         | - 数路線のトラム(すべて廃止) |
| ノルウェー       | - ネストトゥン - オスライン線;1894–1935 - スリチェルマ線;1892-1915年、1067 mmに改軌、1972年に廃止 - ウルスコグ - ホーランド線;保存鉄道 |
| ポーランド       | →詳細は「 ポーランドの狭軌鉄道 」を参照 |
| ロシア           | →詳細は「 ロシアの狭軌鉄道 」を参照 |
| スペイン         | - フラッサ・ア・パラモス，ジェロナ・イ・バノラス鉄道 - オンダ・アル・グラオ・デ・カステリョン・イ・ビジャレアル - プエルト・デ・ブリアナ鉄道 - サン・フェリウ・デ・ギソイス・ア・ジェロナ鉄道 - グラナダ・ア・シエラ・ネバダ鉄道 - バルデペナス・ア・プエルトッラノ鉄道    |
| スイス           | - 国際ライン鉄道 - マルジリブアーンケーブルカー - ヴァルデンブルガーバーン |
| トルコ           | - サムスン - チャルシャンバ鉄道 |
| ウクライナ       | →詳細は「 ウクライナの狭軌鉄道 」を参照 |
| ウズベキスタン   | - タシケントのウズベキスタン国立公園の鉄道 |

## 画像

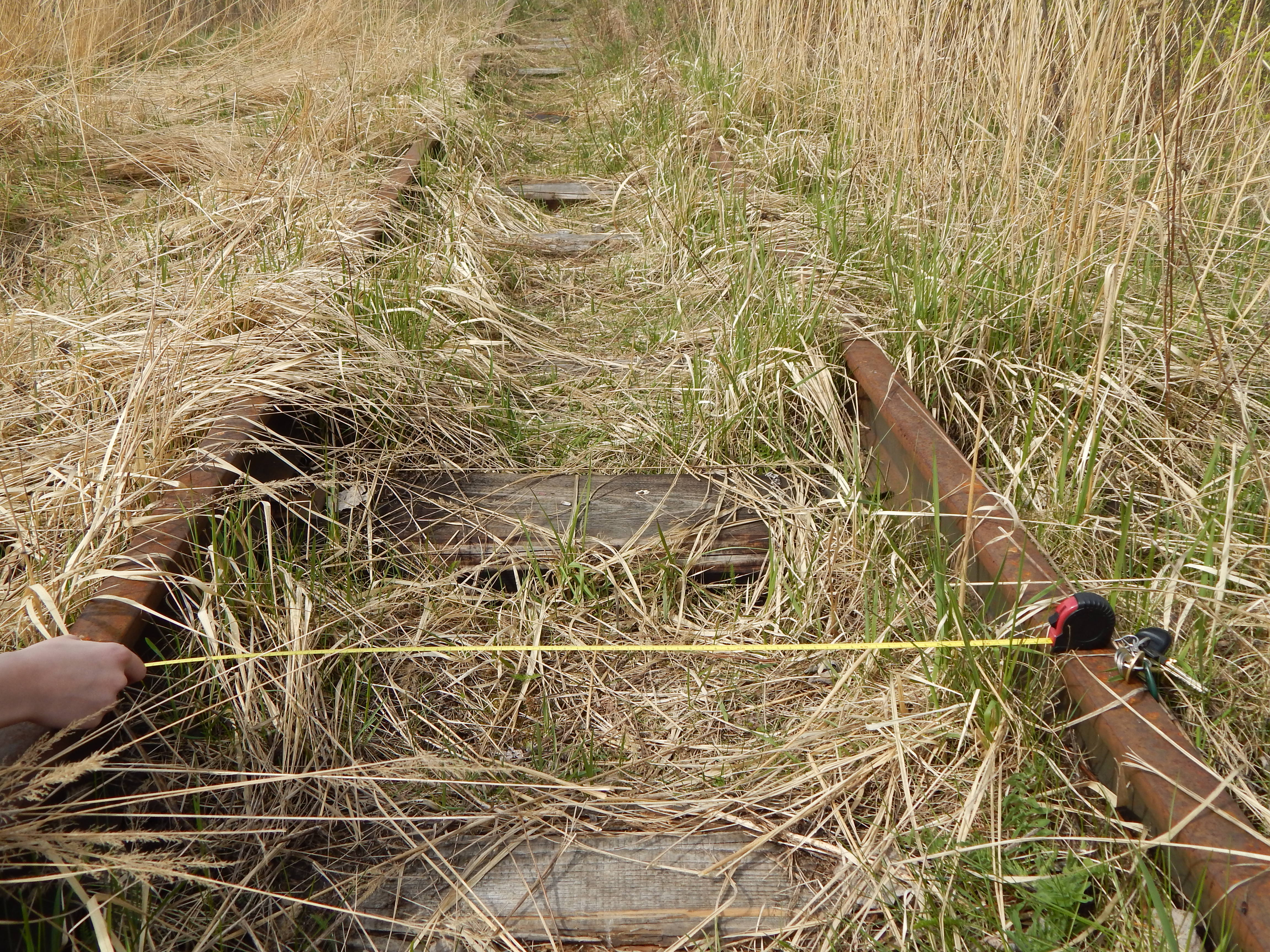
巻尺による測定
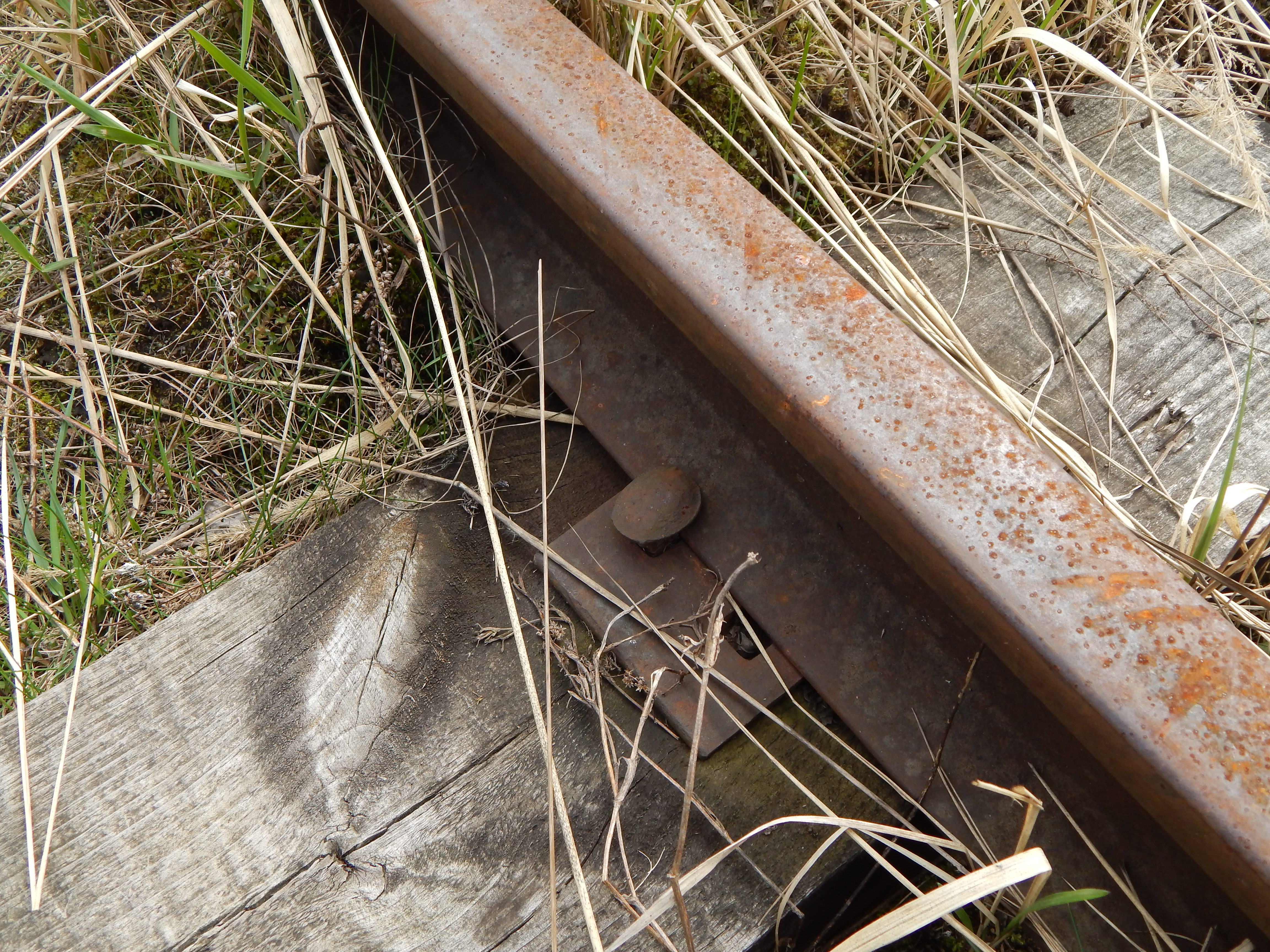
レール
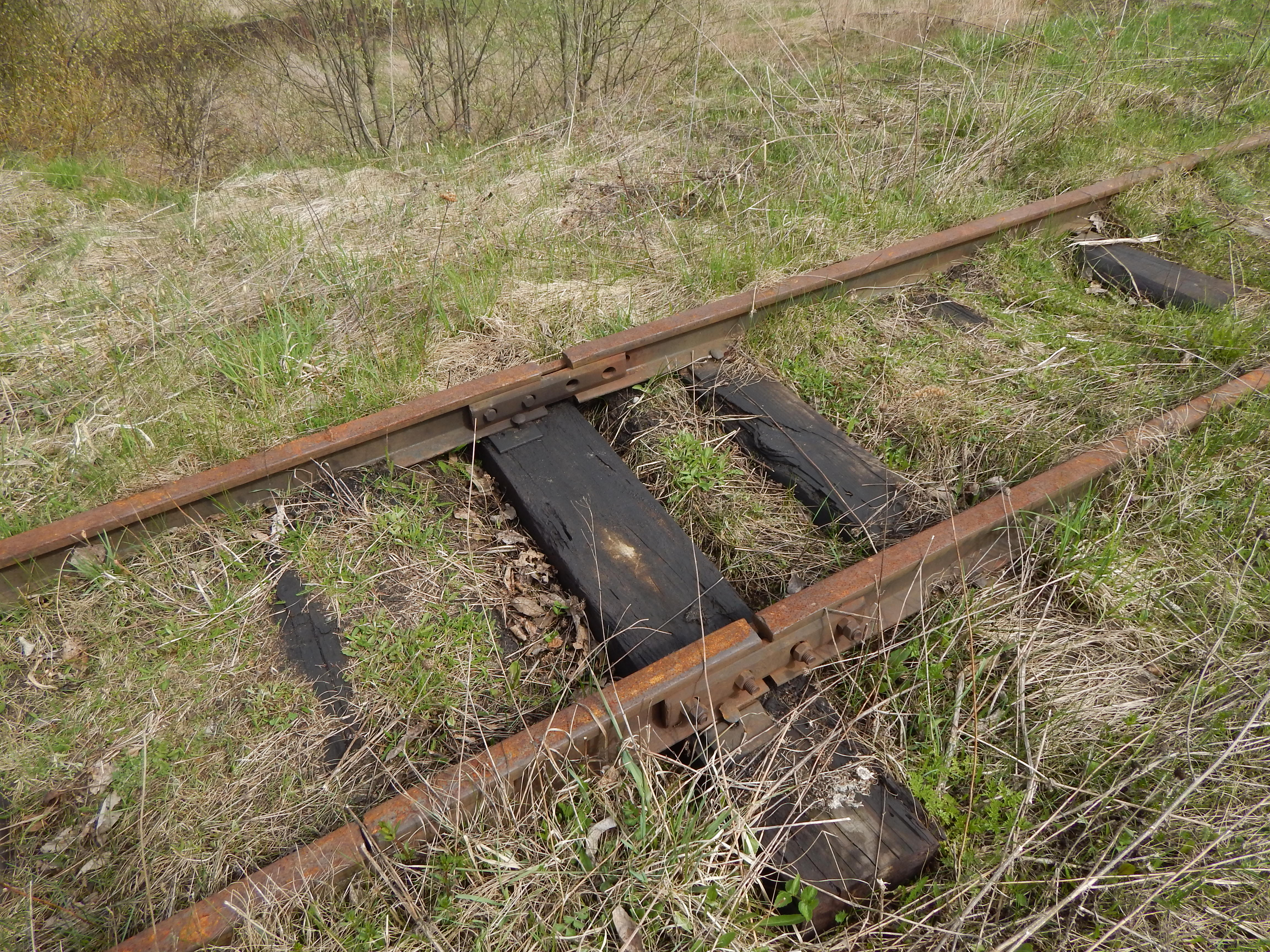
ザプリャージ泥炭会社の750mm軌間の鉄道
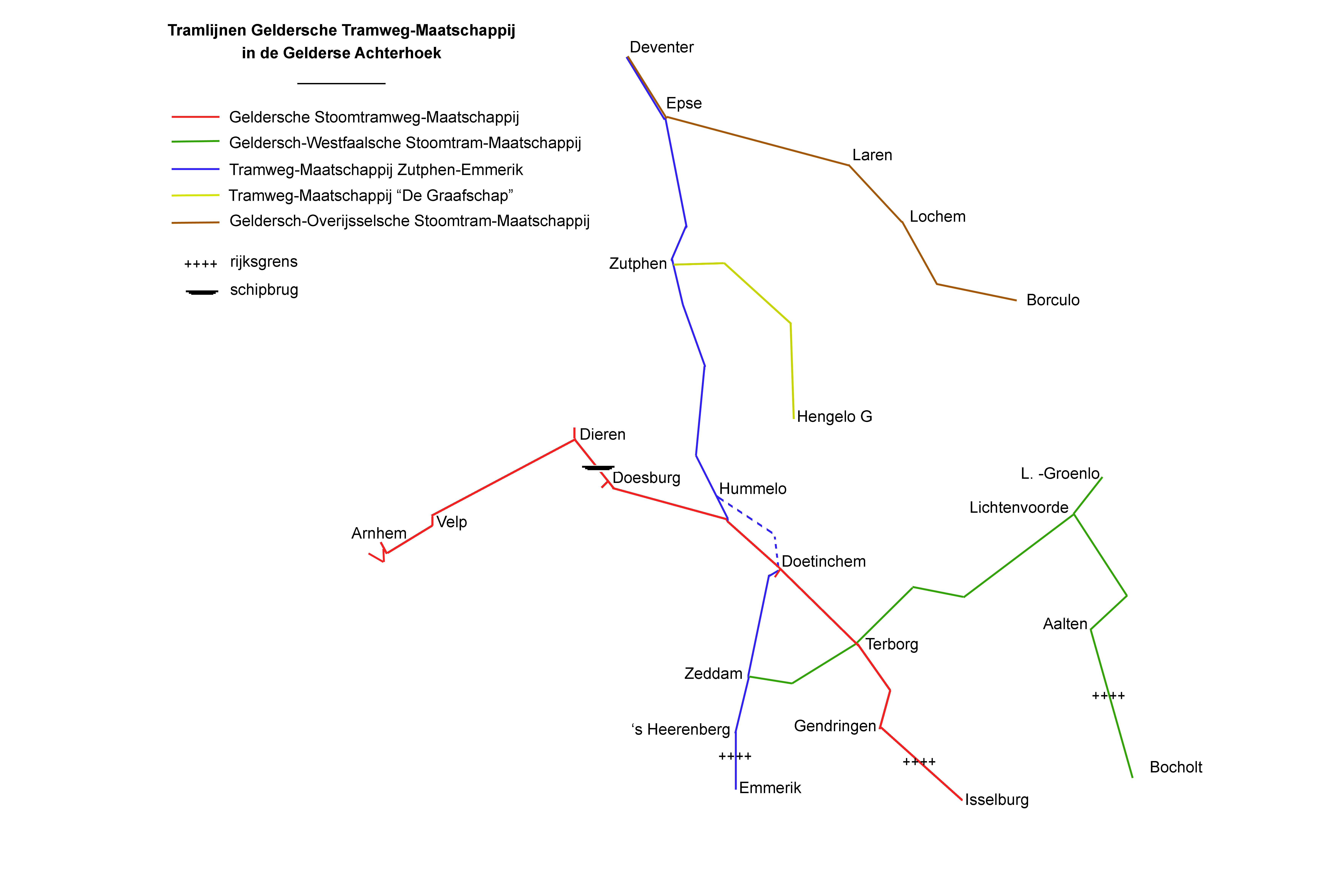
オランダヘルダーラント州の750mm軌間のトラムの路線図
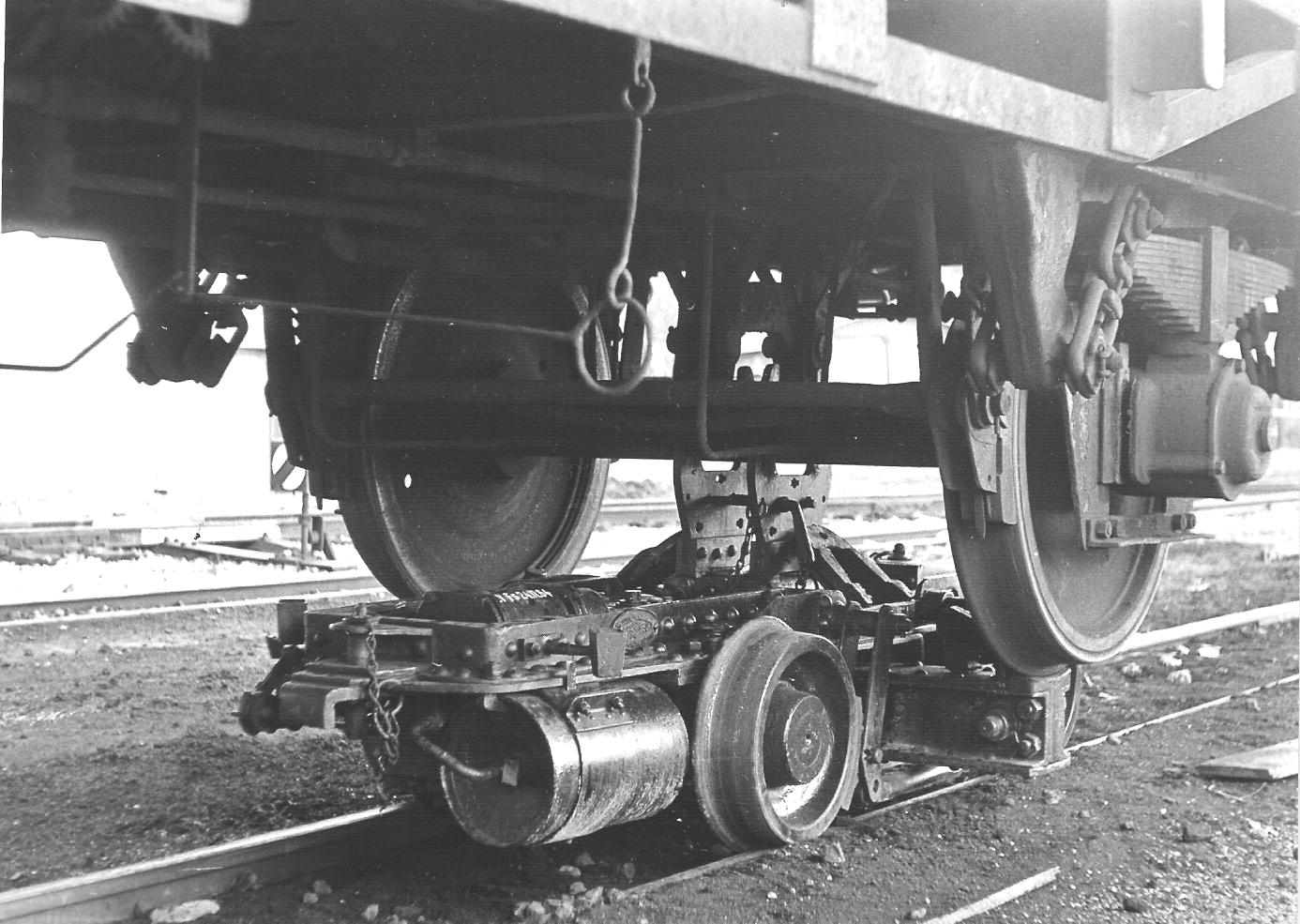
750 mm軌間用のロールボックを履いた標準軌の貨車
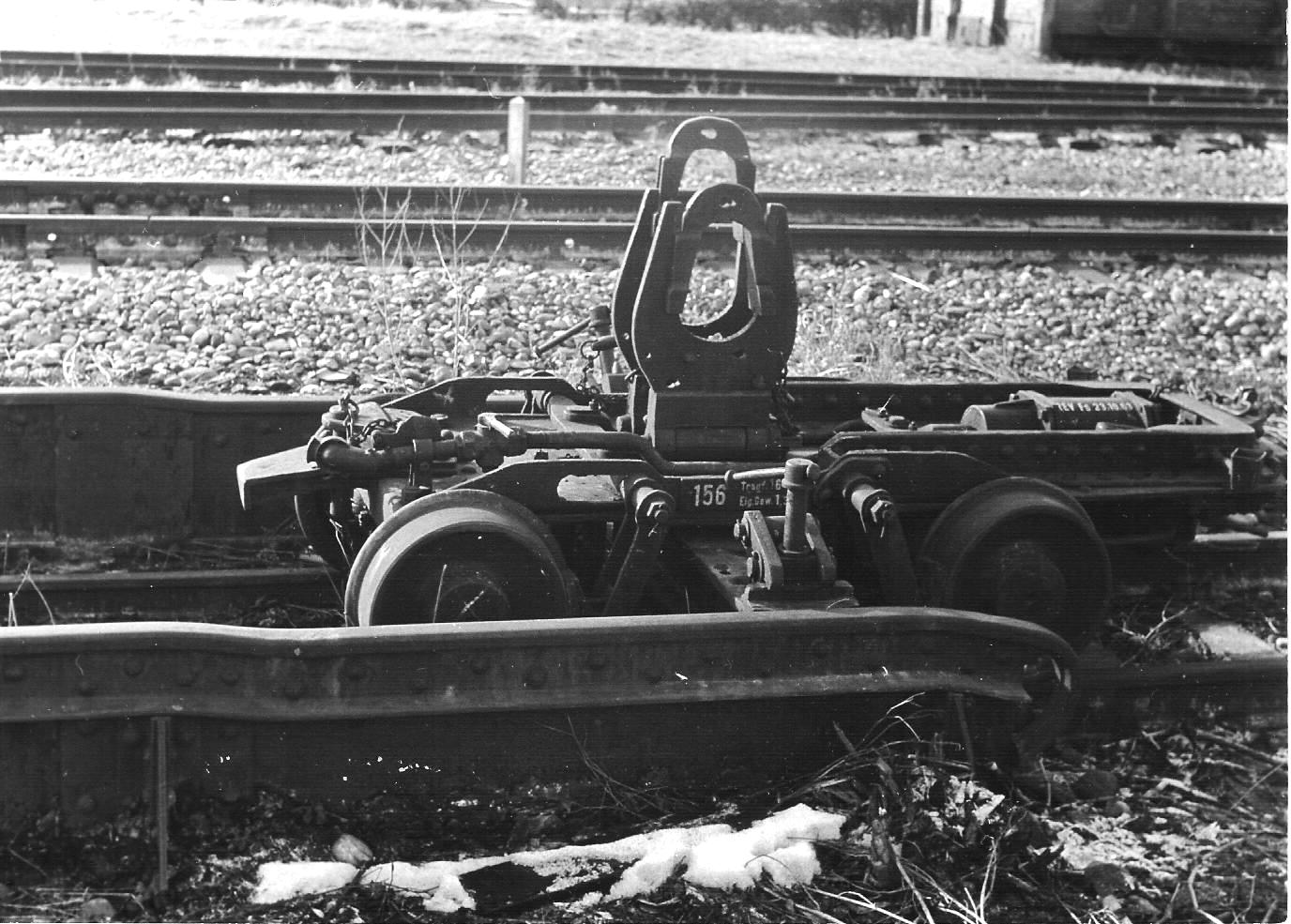
750 mm軌間用のロールボック